# Arthur Laurents

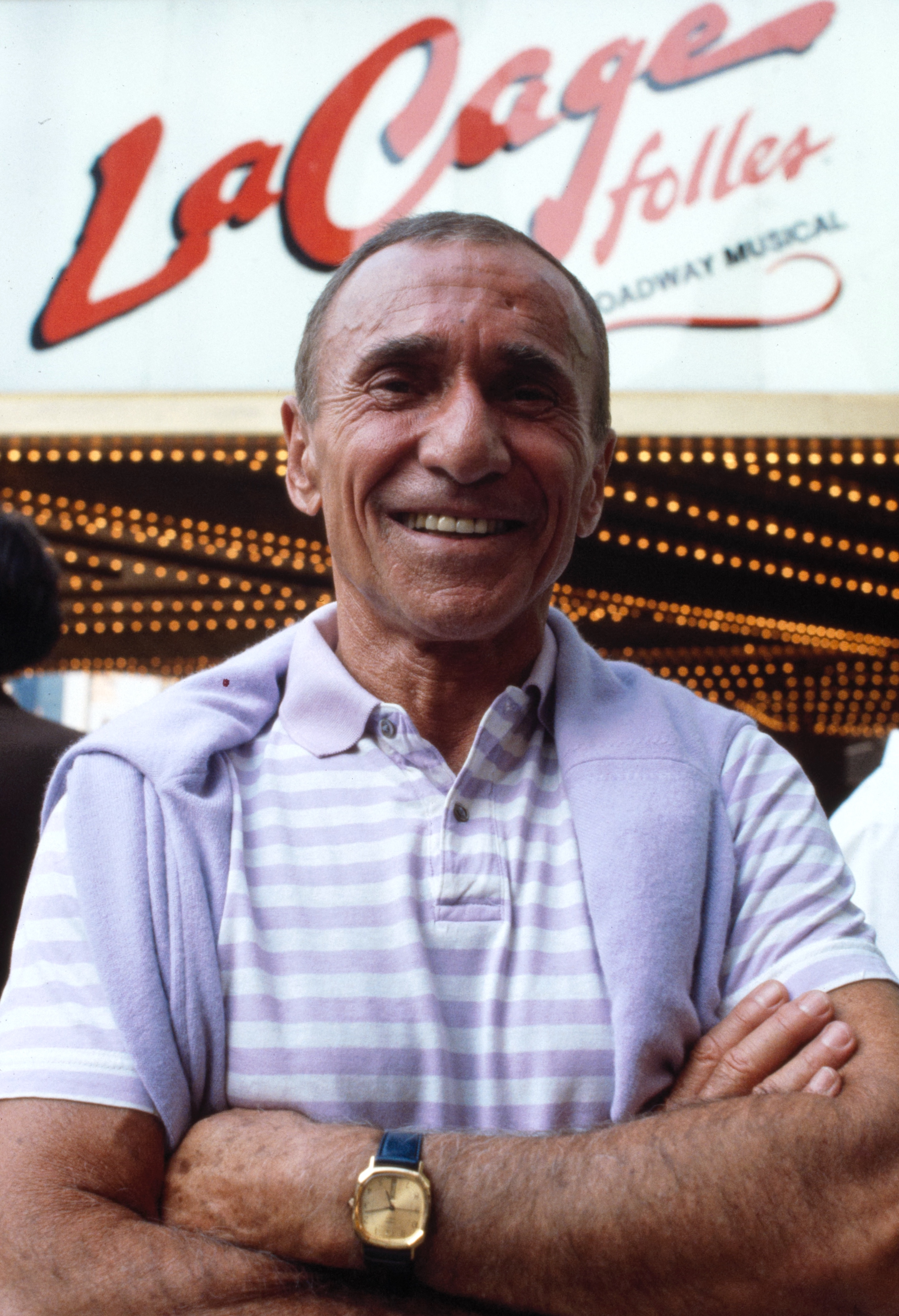
Arthur Laurents (1983)

Arthur Laurents (* 14. Juli 1917 in New York City, New York; † 5. Mai 2011 ebenda) war ein US-amerikanischer Schriftsteller, Drehbuchautor und Theaterregisseur.

## Leben
Arthur Laurents wuchs im Bezirk Flatbush des New Yorker Stadtteils Brooklyn in einer jüdischen Familie auf. Nach seiner Bar Mitzvah praktizierte er den jüdischen Glauben nicht mehr.
Laurents schrieb zunächst einige Theaterstücke, die nach dem Zweiten Weltkrieg am Broadway Premiere hatten. In den 1950er-Jahren schrieb er dann mit Stephen Sondheim als Liedtexter und Leonard Bernstein als Komponist sein bekanntestes Werk: West Side Story. Nach dem enormen Erfolg der West Side Story schrieb er mit dem Komponisten Jule Styne gleich seinen nächsten Kassenschlager für den Broadway: Gypsy. Sondheim schrieb erneut die Liedtexte. Einige seiner Stücke wurden für das Kino adaptiert, darunter The Time of the Cuckoo 1955 von David Lean unter dem Titel Traum meines Lebens mit Katharine Hepburn in der Hauptrolle. 1962 erschien der Film Gypsy – Königin der Nacht.
Für Hollywood schrieb er zudem einige Drehbücher. Seine größten Erfolge waren So wie wir waren mit Barbra Streisand und Robert Redford und Am Wendepunkt, für das er 1978 unter anderem für den Oscar und den Golden Globe nominiert wurde.
Weitere bedeutende Drehbücher waren Cocktail für eine Leiche (Regie: Alfred Hitchcock) und die Adaption von Françoise Sagans Bonjour Tristesse (Regie: Otto Preminger).
Arthur Laurents gehörte auch zu den Interviewpartnern der Dokumentation The Celluloid Closet – Gefangen in der Traumfabrik (1995). Laurents langjähriger Lebensgefährte war der Schauspieler Tom Hatcher, der 2006 verstarb.

## Werke

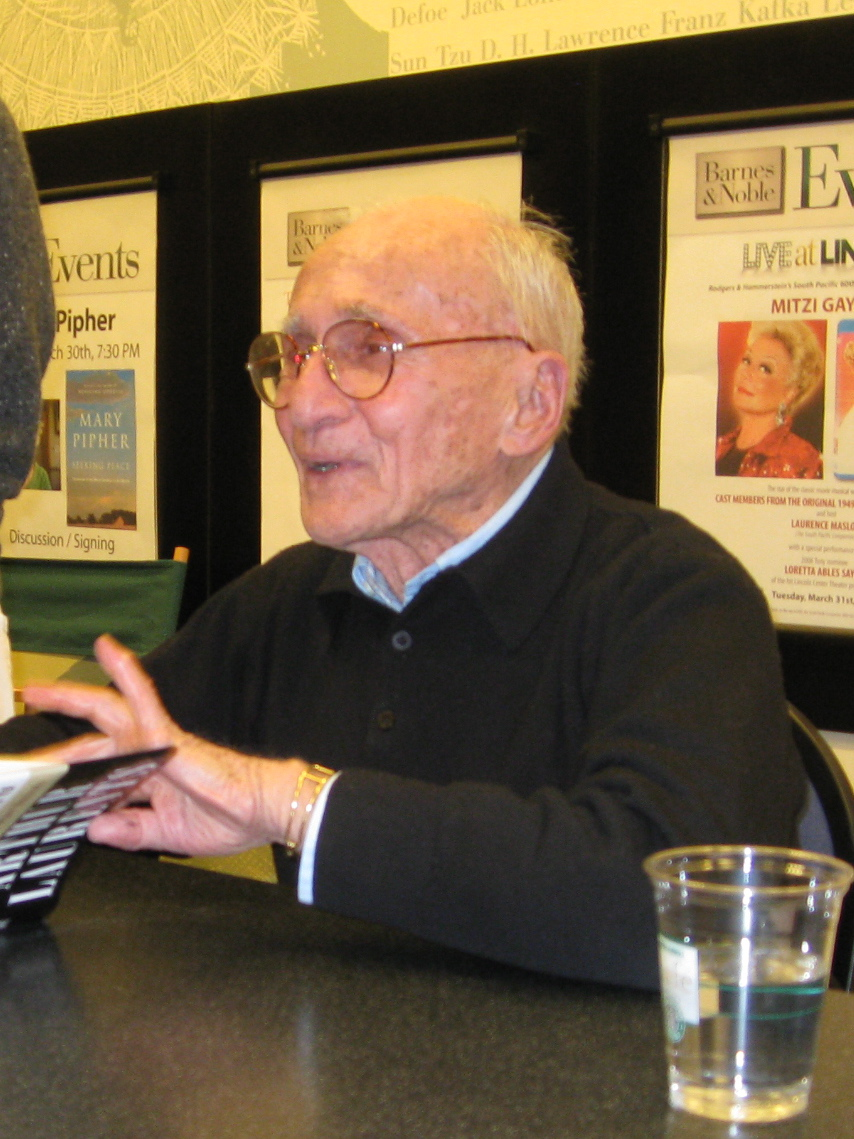
Arthur Laurents (2009)

### Musicalbücher
- West Side Story, 1957 (dt. West Side Story)
- Gypsy, 1959 (dt. Gypsy, 1979)
- Anyone Can Whistle, 1964
- Do I Hear a Waltz?, 1965
- Hallelujah, Baby!, 1967
- The Madwoman of Central Park West, 1979
- Nick & Nora, 1991

### Musicalregie
- Invitation to a March, 1960
- I Can Get It for You Wholesale, 1962
- Gypsy: A Musical Fable, 1974
- The Madwoman of Central Park West, 1979
- La Cage aux Folles, 1983
- Anyone Can Whistle, 1964
- Nick & Nora, 1991
- Gypsy, 2008
- West Side Story, 2009

### Bühnenstücke
- Home of the Brave, 1945
- The Bird Cage, 1950
- The Time of the Cuckoo, 1952
- A Clearing in the Woods, 1957
- Invitation to a March, 1960
- The Enclave, 1973

### Romane
- The Turning Point (dt. Am Wendepunkt, München 1978, ISBN 3-442-03694-1)

### Drehbücher
- 1948: Cocktail für eine Leiche (Rope) – Regie: Alfred Hitchcock
- 1949: Gefangen (Caught) – Regie: Max Ophüls
- 1949: Anna Lucasta – Regie: Irving Rapper
- 1956: Anastasia – Regie: Anatole Litvak
- 1958: Bonjour tristesse – Regie: Otto Preminger
- 1973: So wie wir waren (The Way We Were) – Regie: Sydney Pollack
- 1977: Am Wendepunkt (The Turning Point) – auch Produktion – Regie: Herbert Ross

## Auszeichnungen
Tony Award
- 1958: Nominierung in der Kategorie Bestes Musical für West Side Story
- 1960: Nominierung in der Kategorie Bestes Musical für Gypsy
- 1968: Auszeichnung in der Kategorie Bestes Musical für Hallelujah, Baby!
- 1975: Nominierung in der Kategorie Beste Musicalregie für Gypsy: A Musical Fable
- 1984: Auszeichnung in der Kategorie Beste Musicalregie für La Cage aux Folles
- 2008: Nominierung in der Kategorie Beste Musicalregie für Gypsy

Oscar
- 1978: Nominierung in der Kategorie Bester Film für Am Wendepunkt
- 1978: Nominierung in der Kategorie Bestes Originaldrehbuch für Am Wendepunkt

Golden Globe Award
- 1978: Nominierung in der Kategorie Bestes Filmdrehbuch für Am Wendepunkt

BAFTA Award
- 1958: Nominierung in der Kategorie Bestes britisches Drehbuch für Anastasia

Edgar Allan Poe Award
- 1949: Nominierung in der Kategorie Bestes Filmdrehbuch für Cocktail für eine Leiche

Weitere
- 1974: Nominierung für den Writers Guild of America Award in der Kategorie Bestes Originaldrehbuch – Drama für So wie wir waren
- 1978: Writers Guild of America Award in der Kategorie Bestes Originaldrehbuch – Drama für Am Wendepunkt
- 1999: National Board of Review Award in der Kategorie Bestes Drehbuch für sein Lebenswerk